# Lucfalva
Lucfalva là một thị trấn thuộc hạt Nógrád, Hungary. Thị trấn này có diện tích 14,1 km², dân số năm 2010 là 626 người, mật độ 44 người/km².